# Killshot
Killshot é um filme estadunidense de 2009 dirigido por John Madden baseado em um livro homônimo do escritor Elmore Leonard publicado em 1989. 
Conta a história da vida de um casal que, mesmo participando de um programa de proteção às testemunhas, acaba sendo confrontado pelo criminoso que ajudaram a prender.

## Sinopse
Blackbird (Mickey Rourke) é um matador da máfia que se une a Rickie Nix (Joseph Gordon-Levitt), um caloteiro, para extorquir US$ 20 mil de um corretor imobiliário local. O golpe deles é por acaso descoberto por Wayne Colson (Thomas Jane) e sua esposa, Carmen (Diane Lane), o que faz com que se tornem seus novos alvos.

## Elenco
- Mickey Rourke
- Diane Lane
- Thomas Jane
- Joseph Gordon-Levitt